# Russisch-Litauischer Krieg (1561–1570)
Der Russisch-Litauische Krieg 1561–1570 war ein Krieg zwischen dem Zarentum Russland und dem Großfürstentum Litauen während des Livländischen Krieges, als dessen Teil er oft betrachtet wird.

## Geschichte
Die russischen Eroberungen in Livland ab 1558 führten dazu, dass sich der Landmeister Gotthard Kettler mit seinen verbliebenen Gebieten im Vertrag von Wilna unter den Schutz des polnisch-litauischen Monarchen Sigismund II. August stellte, der eine zu große Machtausweitung Russlands befürchtete. Ohne das Ende des bestehenden Waffenstillstands abzuwarten, griffen litauische Truppen unter Mikołaj Radziwiłł Rudy 1561 die Russen in Tarvastu an und eroberten die Burg. Bei einem Gegenangriff der Russen erlitten sie eine Niederlage bei Pärnu und zogen sich wieder zurück. Das nächste Jahr war von litauischen Angriffen auf Opotschka, Newel und Sewerien gekennzeichnet, die jedoch nicht zu Gebietserwerbungen führten. Im Jahr 1563 unternahm Zar Iwan IV. einen von ihm persönlich angeführten großen Feldzug gegen die Großstadt Polozk. Die Belagerung von Polozk endete mit der Eroberung der Stadt und ihres Umlandes. Ein weiteres Vordringen der Russen konnten die Litauer 1564 in der Schlacht an der Ula aufhalten, als sie ein 25.000 Mann starkes russisches Heer vernichtend schlugen. Diese in einigen zeitgenössischen Dokumenten genannte Zahl wird allerdings von modernen Historikern angezweifelt. Der litauische Rückeroberungsversuch von Polozk im selben Jahr scheiterte.
In den Folgejahren war der Krieg überwiegend durch kleinere Geplänkel gekennzeichnet. Russland konnte seine militärische Überlegenheit nicht voll ausspielen, da es bedeutende Teile seines Heeres zur Abwehr der Feldzüge des Khanats der Krim einsetzen musste, das seine Aktionen mit Sigismund II. koordinierte. 1568 kam es zum ersten Russisch-Türkischen Krieg und dem Feldzug der Osmanen gegen Astrachan. In Litauen kam es währenddessen zu einer großen Hungersnot. Bedrängt von den Russen schloss Litauen 1569 die Union von Lublin mit dem Königreich Polen, was die Gründung der Polnisch-Litauischen Adelsrepublik bedeutete.
1570 schlossen beide Kriegsparteien einen Waffenstillstand in Moskau. Iwan der Schreckliche konzentrierte sich wieder auf Kämpfe in Livland. Der Russisch-Litauische Krieg 1561–1570 endete somit mit einem russischen Sieg, da die Russen Polozk unter ihre Kontrolle brachten. Allerdings läutete er durch die Gründung Polen-Litauens eine Machtverschiebung in Osteuropa ein, die sich einige Jahre später bemerkbar machte, als Polen-Litauen unter König Stefan Bathory ab 1579 in einem erneuten Krieg Polozk zurückeroberte und den gesamten Livländischen Krieg zusammen mit Schweden doch noch zu ihren Gunsten entschied.